# Chely Wright
Richell Rene Wright, detta Chely (Kansas City, 25 ottobre 1970), è una cantautrice statunitense.

## Biografia
Nata in Missouri, è cresciuta in Kansas. Nel 1993, tramite il produttore Harold Shedd, ha firmato un contratto con la Polygram Records e ha pubblicato il suo primo album l'anno seguente. Nel 1995 ha vinto il premio Academy of Country Music come "Best New Female Vocalist". Dopo aver pubblicato un altro disco con poco successo, ha raggiunto la ribalta con il terzo album Let Me In, uscito per la MCA Nashville nel settembre 1997.
Nel 1999 ha pubblicato Single White Female, album certificato disco d'oro. Raggiunge la vetta della classifica Hot Country Songs con il singolo omonimo. Ha lavorato con Brad Paisley e Diamond Rio nei primi anni 2000. Si è esibita al Grand Ole Opry in occasione del 75º anniversario. 
Nel settembre 2001 ha pubblicato il suo quinto album in studio.
Nel 2003 ha lasciato la MCA Nashville per firmare con l'etichetta discografica indipendente Vivaton, che tuttavia ha lasciato circa un anno dopo. Pubblica il brano Bumper of My SUV, seguito dall'EP Everything. Il sesto disco in studio invece esce nel febbraio 2005 per Dualtone e si intitola The Metropolitan Hotel.
Nel 2008 ha firmato per la Vanguard Records, che ha pubblicato l'album Lifted Off the Ground nel maggio 2010, prodotto da Rodney Crowell.

## Vita privata
Chely Wright si è dichiarata lesbica nel 2010.
Nell'agosto 2011 si è sposata nel Connecticut con l'attivista Lauren Blitzer.
Nel maggio 2013 ha dato alla luce due gemelli.

## Filmografia

### Cinema
- Max Keeble alla riscossa (Max Keeble's Big Move) (2001)

### Altro
Sulla sua storia personale è incentrato il documentario Wish Me Away, uscito nel 2011.

## Discografia

### Album studio
- 1994 - Woman in the Moon
- 1996 - Right in the Middle of It
- 1997 - Let Me In
- 1999 - Single White Female
- 2001 - Never Love You Enough
- 2005 - The Metropolitan Hotel
- 2010 - Lifted Off the Ground

### Raccolte
- 2003 - 20th Century Masters – The Millennium Collection
- 2007 - The Definitive Collection
- 2008 - The Ultimate Collection

### EP
- 2004 - Everything
- 2008 - Chely Wright Live
- 2011 - Damn Liar – The Dance Remix